# Euclimacia gerstaeckeri
Euclimacia gerstaeckeri is een insect uit de familie van de Mantispidae, die tot de orde netvleugeligen (Neuroptera) behoort. 
Euclimacia gerstaeckeri is voor het eerst wetenschappelijk beschreven door Banks in 1920.